# 父と僕の終わらない歌
『父と僕の終わらない歌』（ちちとぼくのおわらないうた）は、2025年5月23日公開の日本映画。監督は小泉徳宏、主演は『さまよう刃』以来16年ぶりの映画主演となる寺尾聰、共演に松坂桃李。
アルツハイマー型認知症になりながらも、80歳で歌手デビューし、SNSで世界的に話題となったイギリス人親子の実話を、舞台を神奈川県横須賀市に置き換えて映画化したもの。

## あらすじ
間宮哲太はかつてレコードデビューを夢見たものの、息子の雄太のためにその夢を諦め、地元の横須賀で楽器店を営む傍ら、時々地元のステージで歌声を披露していた。
そんなある日、哲太はアルツハイマー型認知症との診断を受ける。徐々に記憶を失っていく父親の姿を見た雄太は、父に改めて夢を実現してほしいとの思いを強くし、実現に向けて奔走する。

## キャスト
- 間宮哲太：寺尾聰
- 間宮雄太：松坂桃李
- 志賀聡美：佐藤栞里[1][2][3]
- ダニエル：副島淳[1][2][3]
- 田所：大島美幸（森三中）[1][2][3]
- 海野由梨：齋藤飛鳥[1][2][3]
- 亮一：ディーン・フジオカ[4]
- 藤岡治：三宅裕司[1][2][3]
- 門松大介：石倉三郎[1][2][3]
- 医師：佐藤浩市（友情出演）[1][2][3]
- 間宮律子：松坂慶子[1][2]

## スタッフ
- Inspired by the book：サイモン・マクダーモット 著 / 浅倉卓弥 訳『父と僕の終わらない歌』（ハーパーコリンズ・ジャパン）[4]
- 監督：小泉徳宏
- 脚本：三嶋龍朗、小泉徳宏[1][4]
- 音楽：横山克[1][4]
- 製作：永山雅也、門屋大輔、菊池貞和、桑原勇蔵、長瀬俊二郎、坂本裕寿、松本光司、嶋田充郎[3][5]
- エグゼクティブプロデューサー：福家康孝[3][5]
- プロデューサー：渡久地翔、佐原沙知、巣立恭平、小柳智則[3][5]
- 宣伝プロデューサー：江上智彦、森島奈津子[5]
- 撮影：柳田裕男[3][5]
- 照明：宮尾康史[3][5]
- 録音：赤澤靖大[3][5]
- 美術：五辻圭[3][5]
- 装飾：前田亮[3][5]
- 編集：穗垣順之助[3][5]
- サウンドデザイン：大河原将[3][5]
- VFXプロデューサー：長井由実[3][5]
- ヘアメイクディレクション：古久保英人[3][5]
- ヘアメイク：菊地由美子、崎山彩実（松坂慶子専属）[3][5]
- スタイリスト：新﨑みのり、安野ともこ（松坂慶子専属）[3][5]
- スクリプター：堀菜々子[3][5]
- 助監督：吉田和弘、權徹[3][5]
- 制作担当：矢口篤史[3][5]
- 助成：文化庁文化芸術振興費補助金（日本映画製作支援事業）独立行政法人日本芸術文化振興会
- 制作プロダクション：ROBOT[4]
- 制作協力：EPISCOPE[4]
- 配給：ソニー・ピクチャーズ エンタテインメント[1][4]
- 製作幹事：日活、ソニー・ピクチャーズ エンタテインメント[1][4]
- 製作：「父と僕の終わらない歌」製作委員会（日活、ソニー・ピクチャーズ エンタテインメント、ポニーキャニオン、日本テレビ放送網、ROBOT、読売新聞社、プロジェクト ドーン、テレビ神奈川）[5]